# Comer com Atenção Plena
O Comer com Atenção Plena (Mindful Eating, em inglês) é uma técnica utilizada na alimentação que preza pela atenção às sensações físicas e emocionais proporcionadas pelo ato de comer, buscando promover a autonomia e a consciência alimentar. Esse é um método derivado da Atenção Plena (Mindfulness), que é a capacidade de estar totalmente presente em determinada situação, se concentrando em todos os aspectos que envolvem aquele momento, sendo, então, um mecanismo que pode ser utilizado em praticamente todos os aspectos da  vida. Na alimentação, tem o propósito de desenvolver uma maior percepção sobre o alimento ingerido, visto que são analisados a aparência, o cheiro, o sabor, a textura e os sentimentos despertados pela comida. Além disso, busca-se escutar o corpo e seus sinais de fome e saciedade, a fim de identificar e distinguir a fome fisiológica e a fome emocional.
Na Nutrição Comportamental, o Comer com Atenção Plena é muito utilizado, pois pode ser eficaz em mudanças de comportamento a longo prazo, além de incentivar uma boa relação com a alimentação.

## Comer com Atenção Plena na prática
Embora o Comer com Atenção Plena seja uma  experiência única para cada indivíduo, têm-se alguns princípios que podem guiar essa prática, como: comer em um ambiente tranquilo, buscando estar totalmente presente no momento; explorar uma variedade de cores e sabores em diferentes refeições, saboreando e sentindo a textura e som dos alimentos; observar os sinais do corpo, diferenciando a fome física da fome emocional; e comer sem julgamentos.
Em contrapartida, existem alguns fatores que atrapalham a prática do Comer com Atenção Plena, como: a exposição exagerada a alimentos ao longo do dia, que faz com que o indivíduo coma mais que o necessário; distrações no momento das refeições;  o tamanho das porções e utensílios utilizados, que podem alterar as percepções de saciedade; e a grande variedade de alimentos disponíveis em uma mesma refeição, que pode dificultar a observação das características sensoriais dos alimentos.

## Comer Intuitivo e a Atenção Plena
Para obter os benefícios do Comer com Atenção Plena deve-se ater aos sinais fisiológicos e praticar o Comer Intuitivo, que é uma abordagem que busca encontrar uma sintonia entre os sistemas internos (corpo, sentimentos e pensamentos) e externos (cultura, comunidade e família) na prática alimentar. Num estudo foi mensurado que as mulheres comem menos intuitivamente que os homens. Além disso, em outro estudo foi mostrado que as adolescentes são mais prováveis que adolescentes meninos a administrar suas emoções através da alimentação. As mulheres também foram pontuadas como menos atentas aos sinais fisiológicos do corpo e que a idade pode afetar o Comer Intuitivo, pois os participantes acima de 22 anos apresentaram melhores resultados nessa prática.

## Comer com Atenção Plena na Prática Profissional
O nutricionista que usa como abordagem o Comer Intuitivo e o Comer com Atenção Plena tem uma conduta de intervenção que não visa mudar quais alimentos são ingeridos, e sim promover uma compreensão da relação da alimentação com o indivíduo. Comer com Atenção Plena abrange os fatores emocionais, ambientais e psicossociais. A partir disso teremos uma promoção de escolhas alimentares mais consistentes e flexíveis com a sinalização interna de fome e saciedade, diminuindo o comer transtornado (comer compulsivo conduzido por motores ambientais e/ou emocionais) e levando o paciente a ter uma relação mais positiva com a comida e com seu próprio comportamento alimentar. Isso ocorre pois ao identificar e abraçar as emoções negativas partindo da análise da própria experiência particular, deixando de criticar ou julgá-las, leva a uma menor taxa de disfunção alimentar e do impulso de eliminar tais sensações pela alimentação.
O uso dessa tática se mostrou positivo em estudos em mulheres que apresentam transtornos alimentares, onde foi observado a redução do comer guiado por emoções, uma maior auto aceitação e auto imagem corporal e também uma melhora na relação com a comida.